# Perkins, Oklahoma
Perkins är en ort i Payne County i delstaten Oklahoma, USA.